# Hotel Kyjev (Bratislava)

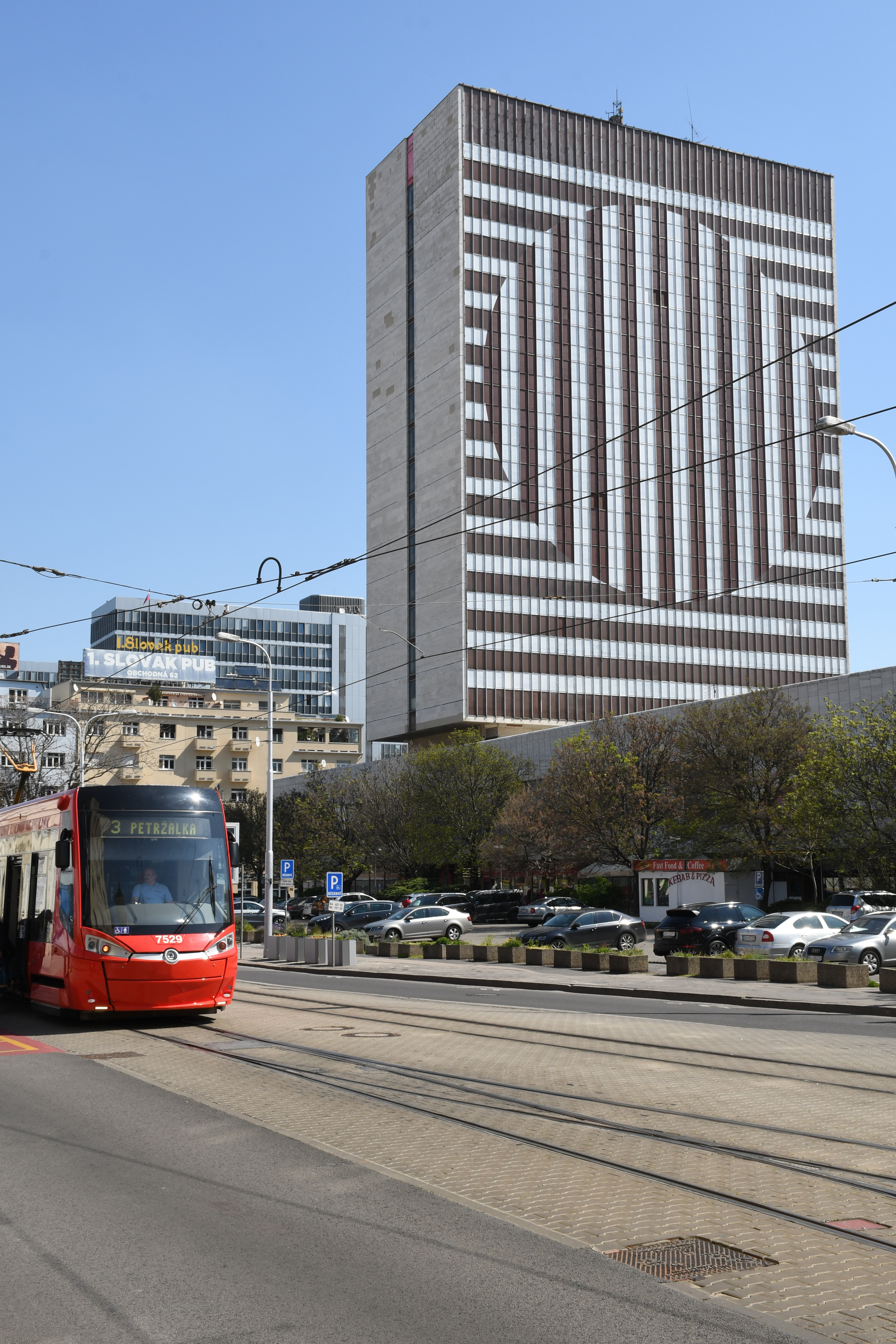
Hotel Kyjev, streetartová fasáda, 2019

Hotel Kyjev je hotel na bratislavském Starém Městě. Nachází se na Rajské ulici u Kamenného náměstí, v bezprostřední blízkosti obchodního domu Tesco. Postaven byl v roce 1973. Hotel tvoří 65 m vysoká budova.
Začátkem roku 2007 se plánovala asanace budovy hotelu a na stejném pozemku byla plánována nová výstavba, se kterou počítá projekt Centre Plaza. Asanace provedena nebyla, hotel i koncem roku 2007 sloužil svému účelu. Jeho bourání je plánováno již dlouhodobě; skupina studentů se snažila prosadit hostel z dob 70. let jako kulturní památku.
Hotel je od roku 2011 uzavřen s tím, že má být rekonstruován. V roce 2018 byla jeho fasáda ozdobena streetartovým uměním.